# Караново (област Сливен)
 Тази статия е за селото в Новозагорско.  За селото в Айтоско вижте Караново (Област Бургас).  
Карàново е село в югоизточната част на България, община Нова Загора, област Сливен.

## География
Село Караново се намира на около 39 km запад-югозападно от областния център град Сливен, около 8 km запад-северозападно от общинския център град Нова Загора и около 25 km изток-североизточно от град Стара Загора. Разположено е в южните подножия на Сърнена Средна гора, в прехода към Горнотракийската низина. Теренът в селото е с наклон на юг-югоизток, а надморската височина в центъра е около 190 m. Климатът е умерен, преходно-континентален; почвите в землището са преобладаващо смолници, лесивирани и наносни.
Общински пътища от селото водят: на изток – през село Брястово до връзка в село Асеновец с второкласния републикански път II-55, водещ на юг до връзка в северозападния край на град Нова Загора с второкласния републикански път II-66, а на север през село Паничерево – до връзка с първокласния Подбалкански път; на запад – през село Руманя към село Братя Кунчеви и други села; на север – към село Крива круша; на юг – до връзка с републикански път II-66.
Землището на село Караново граничи със землищата на: село Брястово на север и изток; село Стоил войвода на югоизток; село Загорци на юг; село Братя Кунчеви на югозапад; село Руманя на запад; село Крива круша на северозапад.
На около 8 km северно от селото се намира язовир Жребчево.
В землището на Караново има 3 микроязовира – „Бадем дере (Бадем дере-158-269)“, „№ 1 (Моста 1)“ и „Моста 2“.

## Население
Населението на село Караново, наброявало 1222 души при преброяването към 1934 г., след низходящи и възходящи промени през годините, наброява 811 души (по служебен документ на НСИ от 2022-12-31) към 2022 г.
При преброяването на населението към 1 февруари 2011 г., от обща численост 875 лица, за 586 лица е посочена принадлежност към „българска“ етническа група, за 13 – към „турска“, за 137 към „ромска“, за 133 – „не отговорили“, а за принадлежност към „други“ и „не се самоопределят“ не са посочени данни. Там има значителна група тракийски калайджии, които започват да се заселват в селото през 60-те години на XX век.

## История
Край селото са разкрити следи от средновековно селище, създадено през 8 – 9 век върху антични руини. Селото се споменава в османотурски документи от 15 век с името Кибситли, през 1607 г. – като Кипситли.
След Руско-турската война (1877 – 1878 г.) по Берлинския договор 1878 г. селото – тогава с име Киспитлии – остава в Източна Румелия; присъединено е към България след Съединението 1885 г.. Село Киспитлии е преименувано на Карàново през 1906 г.
През 1936 г. започват археологически проучвания на намиращата се в северозападния край на селото Карановска селищна могила. Въз основа на резултатите от проучванията е създадена Карановската хронологическа система, извоювала признание сред специалистите. Тя служи за еталон на културното развитие през неолита, халколита и първата половина на бронзовата епоха в Южна България.
Археологическият комплекс Източна могила е част от некропола на селищен обект до село Караново. Могилата има леко елипсовидна форма с диаметри 63 – 77 и е ориентирана по дългата си ос – север-юг. Най-високата точка и е на 14 метра над околния терен. В могилата е открита (2008 г.) колесница, четириколка, разглобена и положена при характерния ритуал „погребение на колесници“, съпътстващ погребенията на аристократи от I-II в. сл. Хр.

### Карановска култура
Разкопките на Карановската могила разкриват праисторическите култури от VII до II хилядолетие пр. Хр. с малки прекъсвания. Разкопките на селищната могила започват през 50-те години на 20 в. от Васил Миков и Георги Георгиев. Това е една от малкото цялостно проучени селищни могили на територията на България. Разкрити са 7 пласта. Селищната могила става епонимен обект не само за България, но и за цяла Югоизточна Европа. Периодизацията на могилата е определяща за праисторическата култура на споменатия ареал. Караново е разделено на 7 културни хоризонта, съответно Караново I и II – ранен неолит, Караново III – среден неолит, Караново IV – късен неолит, Караново V – ранен халколит, Караново VI – късен халколит и Караново VII – ранна бронзова епоха. Животът на могилата продължава хиляди години, като е регистриран хиатус (прекъсване) между халколитната и раннобронзовата епоха. Откритите керамични съдове са експонати не само на музея в Нова Загора и на Националния археологически музей, но са постоянни експонати на музеи в Япония, Германия, Австрия и Холандия. Самият обект е най-известният археологически обект сред международните археологически среди. Неговата вътрешна периодизация е определяща за праисторическите обекти от цяла Югоизточна Европа. Проучването на обекта продължава и днес от българо-австрийска експедиция начело с Васил Николов и Щефан Хилер.
В началото на Римската епоха на около 1 км северно от могилата възниква голямо антично селище. През 1912 – 1914 г. археолозите откриват монети от 3 – 4 в. От 1976 г. в продължение на шест години се извършва теренна проучвателна работа вследствие на която са установени четири строителни периода, обхващащи времето от I до първата половина на IV в. Най-ранните монети, намерени на обекта, са от 46 г. сл. Хр. при управлението на император Клавдий. Предположенията на археолозите са или вила рустика на поземлен аристократ или пътна станция на пътя Августа Траяна – Анхиало.
Освен монетите, към този период се отнасят и голям брой оброчни плочки на Тракийския конник, което говори за съществуването на голямо светилище на бага-конник. Това се потвърждава от намерената статуя на Тракийски конник в 2/3 естествен ръст през 1982 г. Тогава е открита и монументална сграда с 13 помещения. Две от тях се различават по размер (7,30 – 6,80 m правоъгълник) и украса. По стените са запазени стенописи.
Вторият строителен период (III-IV в.) започва с укрепване на обекта срещу готите. Разкрита е северна крепостна стена с три правоъгълни кули. Изпълнението е от смесена зидария (редуват се каменен и тухлен слой), спойката е смес от хоросан и парченца тухли. За нуждите на новата християнска вяра на мястото на по-ранна сграда с кръгла форма е построена малка трикорабна базилика, функционирала през третата четвърт на IV век. В нея са вградени елементи от разрушените сгради. Бунтът на заселените федерати готи води до разрушаване на обекта.
През третия строителен период до разрушената стена са построени жилищни и стопански помещения във верига, от дялан камък, споен с кал и надстройка от кирпич. На мястото на старата църква в първата половина на V век е построена нова по-голяма базилика. Третото селище е частично разрушено от хуните.
Четвъртият строителен период е по времето на император Юстиниан I (527 – 565 г.), който прави отчаян опит чрез възобновяване на стари крепости и строеж на нови да спре нашествията на варварите. Църквата е реконструирана, като са добавени апсиди на страничните кораби, и продължава да се използва до началото на VII век.
Чак два века по-късно върху руините възниква средновековно селище. На мястото на античната църква през XI-XIII век функционира малка гробищна църква с некропол.
Старото име на селото е Киспитлии.
Предполага се, че името му произхожда от това, че в района по време на турското робство се е отглеждал памук, от който ръчно се е тъкало памучно платно, от което впоследствие са се шиели долни гащи за турската армия, които гащи се наричали „киспети“ или „кюспети“. С указ 462/обн. 21.12.1906 г. с. Киспитлии е преименувано на Караново.

## Обществени институции
Село Караново към 2023 г. е център на кметство Караново.
В село Караново към 2023 г. има:
- действащо читалище „Паисий Хилендарски – 1927“;[13][14]
- действащо общинско начално училище „Д-р Петър Берон“;[15]
- православна църква „Свето Възнесение“;[16]
- пощенска станция.[17]

## Културни и природни забележителности
В село Караново се намира Карановската селищна могила – една от най-старите в Европа, разположена на площ от 24 дка.
Могилата се намира в подножието на последните разклонения на Сърнена гора. На юг от нея се шири плодородното Новозагорско поле, което се слави със своя чернозем и голямо житно плодородие. Сега могилата е останала в северозападния край на село Караново, отстоящо на около 10 km от най-близкия град Нова Загора.
Могилата е от типа на т.нар. селищни могили, каквито в България има много, но като че ли техният брой е най-голям в Новозагорско. Карановската могила е една от най-големите в България. Тя е висока 13 m, дълга 250 m и широка 150 m. Могилата макар и да е разкопана само частично (около 1700 m²), ни е доверила голяма част от своето археологическо богатство, което е значително. 12,40-метровите култури наслоявания дадоха възможност да се изучи много добре стратиграфският профил на праисторическото селище, а той от своя страна позволи да се периодизира културата на отделните пластове. По този начин беше създадена Карановската хронологическа система, която си извоюва признание сред специалистите. Тя служи за еталон на културното развитие през неолита, халколита и първата половина на бронзовата епоха в Южна България. Археологическият комплекс Източна могила е част от некропола на селищен обект до село Караново. Могилата има леко елипсовидна форма с диаметри 63 – 77 и е ориентирана по дългата си ос – север-юг. Най-високата точка и е на 14 метра над околния терен. В могилата е открита (2008 г.) колесница, четириколка, разглобена и положена при характерния ритуал „погребение на колесници“, съпътстващ погребенията на аристократи от I-II в. сл. Хр.
Всички находки се намират в музеите в София и Нова Загора.
Сред костните останки от укрепеното селище с крепостна стена от 10 – 12 в. от палеоорнитолога проф. Златозар Боев са установени 4 вида птици, 2 диви – малък креслив орел (Aquila pomarina) и гарван (Corvus corax), и 2 домашни – кокошка и гъска. По това време домашната кокошка е била най-отглежданото домашно животно.
- Археоложка стратификация на Могилата
- Находки от Могилата (реконструкция?)
- Последни находки от Могилата
- Карановска Венера

На 28 май се провежда съборът на селото.